# Гёффдинг, Харальд
Гёффдинг Харальд (дат. Harald Høffding) (11 марта 1843 Копенгаген — 2 июля 1931) — датский философ и теолог.
В 1883 году — профессор Копенгагенского университета. В раннем творчестве испытал влияние Сёрена Кьеркегора, позже перешёл на позиции позитивизма, совмещённого с методологией практической психологии и критической школы. Физик Нильс Бор изучал философию у Гёффдинга и в последующем их стали связывать дружеские отношения. В своем творчестве поставил вопрос — могут ли перцептивные процессы быть сведены к простому ассоциированию того, что воспринимается, с тем, что уже воспринималось прежде и находится в памяти.

## Сочинения
- Очерки психологии, основанной на опыте, М. 1892
- Очерки психологии, основанной на опыте, 2 изд., М. 1896
- О принципах этики, Одесса, 1898
- Философия религии, СПБ, 1903
- История новейшей философии. Очерк истории философии от Канта до наших дней Г. Геффдинга, профессора Копенгагенского университета. Перевод с немецкого. СПб. Типо-Литография Б. М. Вольфа. 1900 г. [8], 496 с
- Философские проблемы, М., 1905
- Современные философы, СПБ, 1907
- Понятие воли, М., 1908
- Учебник истории новой философии. Пособие для учащихся и самообразования. Авторизованный пер. с нем. Б. Г. Столпнера с пред. автора к русс. изд. Библ. совр. фил. Вып. 2. СПб. Шиповник. 1910 г. 288 с.
- Психологические основы логических суждений, М., 1908
- Философия религии, 2 изд., СПБ, 1912